# Eparchie iskitimská
Eparchie Iskitim je eparchie ruské pravoslavné církve nacházející se v Rusku.

## Území a titul biskupa
Zahrnuje správní hranice území Bolotninského, Iskitimského, Masljaninského, Moškovského, Suzunského, Togučinského a Čerepanovského rajónu Novosibirské oblasti.
Eparchiálnímu biskupovi náleží titul biskup iskitimský a čerepanovský.

## Historie
Eparchie byla zřízena rozhodnutím Svatého synodu dne 28. prosince 2011 oddělením území z novosibirské eparchie. Stala se součástí nově vzniklé novosibirské metropole.

## Seznam biskupů
- 2012–2023 Luka (Volčkov)
- od 2023 Leonid (Tolmačjov)